# Préfecture de Kindia

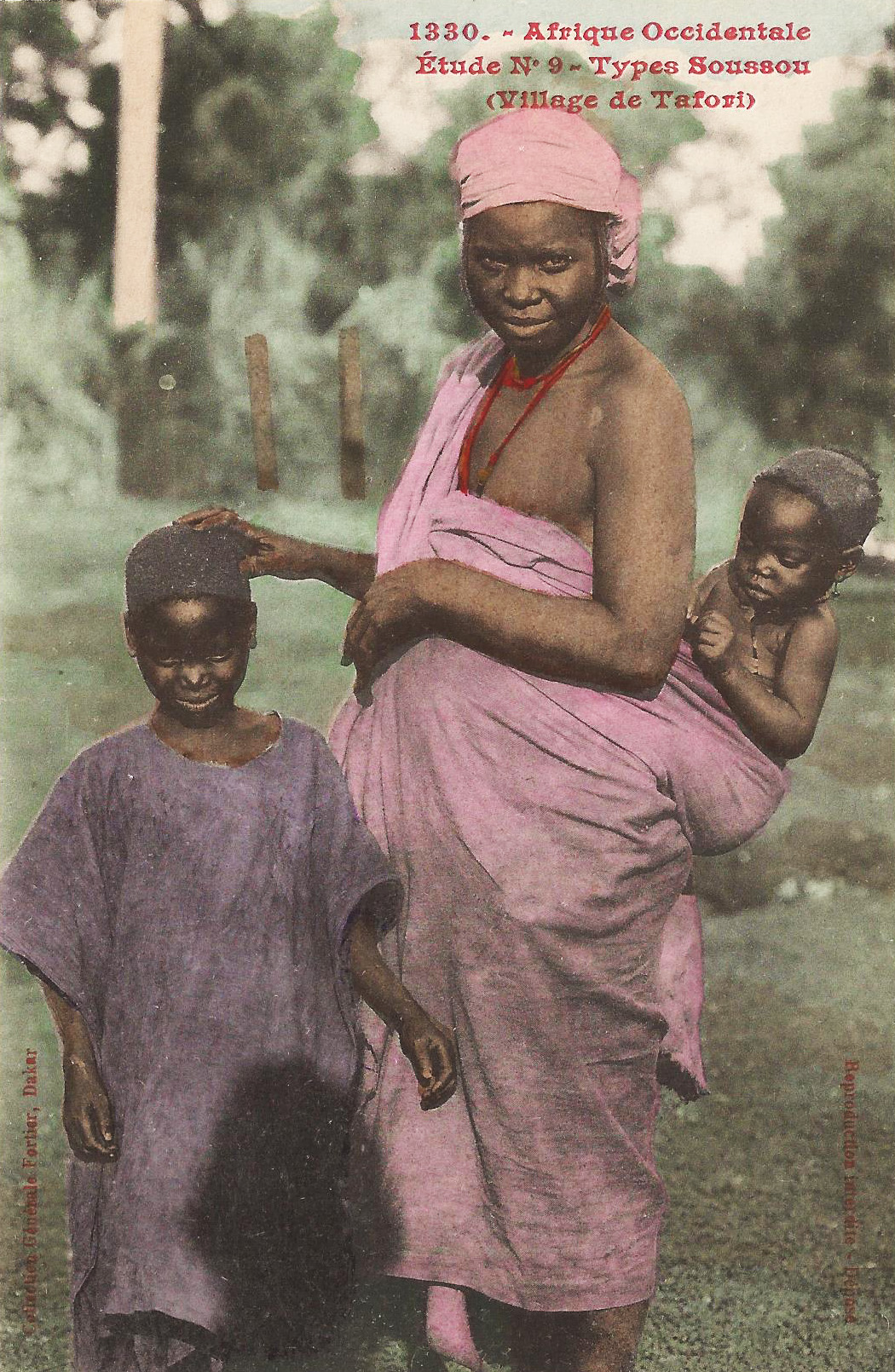
Femme soussou à Tafori (phot. Fortier, vers 1905).

La préfecture de Kindia est une subdivision administrative de la Guinée.
Le chef-lieu de la préfecture et de la région est la ville de Kindia.
La préfecture de Kindia est située en Guinée maritime, mais son relief vallonné s'apparente à celui du Fouta-Djalon qui s'étend au nord-est de Kindia.

## Subdivision administrative
La préfecture de Kindia est subdivisée en onze (11) sous-préfectures: Kindia-Centre, Bangouyah, Damankanyah, Friguiagbé, Kolente, Madina Oula, Mambiya, Molota, Samayah, Sougueta et Linsan.

## Population
En 2016, la préfecture comptait 469 446 habitants.

## Liste des députés
| N° | Prénoms et nom           | Parti | Début     | Fin              |
| -- | ------------------------ | ----- | --------- | ---------------- |
| 01 | Mohamed Dorval Doumbouya | RPG   | mars 2020 | 5 septembre 2021 |
|    |                          |       |           |                  |
|    |                          |       |           |                  |